# Bergkamen
Bergkamen bányaváros Németország Észak-Rajna-Vesztfália tartományában, a Datteln-Hamm csatorna közelében, mintegy 17 kilométerre északra Dortmundtól.
2006-ban 52 ezer lakosa volt.

## Városrészek
- Bergkamen-Mitte
- Bergkamen-Rünthe
- Bergkamen-Overberge
- Bergkamen-Weddinghofen
- Bergkamen-Oberaden
- Bergkamen-Heil

## Testvértelepülések
- Franciaország Gennevilliers
- Németország Hettstedt
- Egyesült Királyság Kirklees
- Lengyelország Wieliczka
- Törökország Taşucu